# Psylla arisana
Psylla arisana är en insektsart som beskrevs av Shinji Kuwayama 1908. Psylla arisana ingår i släktet Psylla och familjen rundbladloppor. Inga underarter finns listade i Catalogue of Life.